# Jens Madsen Hajslund
Jens Madsen Hajslund (født 29. maj 1877 i Hjerm, død 28. august 1964 i Struer) var en dansk konkurrenceskytte og OL-deltager ved legene i 1912.
Ved legene i Stockholm i 1912 deltog han i tre discipliner. Han opnåede ingen placering i riffelskydning, tre positioner, 300 meter, hvor ikke fuldførte konkurrencen, mens han var del af det danske hold, der vandt bronze i holdudgaven af samme disciplin. Han var også på holdet i militærriffel på fire distancer. Det danske hold blev her nummer otte.